# سيزلنج الدجاج
سيزلنج الدجاج بالأنجليزية: (Chicken Sizzling) ويعد أكلة السيزلينج من الأطباق الصينية الشهية الأكثر شعبية والسهلة في التحضير والإعداد في نفس الوقت وهى أكلة يفضلونها الكبار والصغار، عند كل الناس ويمكن صنعها بأكثر من طريقة مثل الدجاج واللحم والخضار الطازج.

## مكونات التحضير
3حبات بصل متوسطة الحجم.
3 صدور دجاج منزوعة العظم.
2 حبة جزر.
2 حبة فلفل أخضر حلو.
ملح حسب الرغبة .
فلفل اسود حسب الرغبة .
ثلث كوب من الطحين.
ملعقة طعام كبيرة من النشا.
3 ملعقة طعام كبيرة من الصويا صوص.
3 ملعقة طعام كبيرة من زيت السمسم.
زنجبيل بودرة وثوم بودرة .
كوب ونص ماء.

## أقرا أيضا
النجرسكو